# Héctor Rondón Lovera
Héctor Rondón Lovera (25. listopadu 1933, Bruzual – 21. června 1984), byl venezuelský fotograf, držitel ceny World Press Photo 1962 a Pulitzerovy ceny za novinářskou fotografii z roku 1963 za snímek Pomoc od kněze. Je jedním z mála umělců, který vyhrál obě ceny a je první občan Latinské Ameriky a také jediný Venezuelčan, který získal Pulitzerovu cenu.

## Životopis
Rondón Lovera, který se narodil v malém městě na venezuelských pláních, se ve svých patnácti letech přestěhoval do města Maracay, kde pět let pracoval jako instalatér, taxikář a na menších místních baseballových sportovních akcích. Pak se přestěhoval se do města Los Teques, blíže k Caracasu, kde začínal jako fotograf.
Jeho první zaměstnání bylo v novinářské redakci státu Miranda, tehdy známé jako PTJ. Poté vstoupil do novin La República.
V roce 1962 byl jako zpravodaj výše zmíněných novin pověřen zpravodajstvím o vojenských událostech v Puerto Cabello (známém jako El Porteñazo). Ve dnech 2. až 3. června téhož roku vyfotografoval otce Luise Maríu Padillu (faráře Borburata z námořní základny Agustín Armario), jak se snaží pomoci smrtelně zraněnému vojákovi. Tato fotografie byla původně publikována v novinách La República a později získala cenu World Press Photo of the Year. Rondón byl také oceněn Pulitzerovou cenou za fotožurnalistiku a cenou George Polka.

## FotografiePomoc od kněze
Fotografii distribuovala společnost Associated Press a byla hojně publikována a komentována po celém světě. Byla také poctěna umístěním nástěnné malby v rohu v místě, kde byla fotografie pořízena. V roce 1965 americký malíř Norman Rockwell na základě této fotografie namalovali „Southern Justice (Murder in Mississippi)“. Později, v roce 1974, najal venezuelský filmový režisér Román Chalbaud otce Luise Maríu Padillu, aby tuto scénu reprodukoval a hrál svou vlastní roli ve filmu La quema de Judas. Již v roce 2005, k připomenutí padesáti let nadace World Press Photo Foundation, byly v Nizozemsku vydány pamětní poštovní známky, mezi nimiž je i fotografie Rondóna Lovery v hodnotě 0,39 euro.